# ديون كولز
ديون كولز (4 يونيو 1996 في بلجيكا - ) هو لاعب كرة قدم بلجيكي في مركز الظهير. شارك مع منتخب بلجيكا تحت 18 سنة لكرة القدم ومنتخب بلجيكا تحت 19 سنة لكرة القدم. أما مع النوادي، فقد لعب مع آود هيفرلي لوفين ونادي كلوب بروج.

## وصلات خارجية
- ديون كولز على موقع الاتحاد الأوربي (الإنجليزية)
- ديون كولز على موقع قاعدة بيانات كرة القدم.إي يو (الإنجليزية)
- ديون كولز على موقع ناشيونال فوتبول تيمز (الإنجليزية)
- ديون كولز على موقع Soccerway.com (الإنجليزية)
- ديون كولز على موقع عالم كرة القدم.نت (الإنجليزية)
- ديون كولز على موقع AS.com (الإسبانية)